# Provincia de Rafael Bustillo
La provincia de Rafael Bustillo es una de las 16 provincias bolivianas en las que se divide el departamento de Potosí en el suroeste del país. Cubre una superficie de 2.235 km², con una población de 87.272 habitantes. La capital provincial es Uncía.
La provincia fue creada por ley del 8 de octubre de 1908 durante el primer gobierno del presidente Ismael Montes Gamboa, separándose de la provincia de Charcas.

## Toponimia
La provincia fue bautizada así en honor a Rafael Bustillo (1813-1873), canciller boliviano durante la guerra del Pacífico.

## Geografía
La provincia de Rafael Bustillo es una de las dieciséis provincias que conforman el departamento de Potosí. Se encuentra entre los 18° 11'y 18° 45' de latitud sur y entre los 66° 11' y 66° 45' de longitud oeste. Se sitúa en el norte del departamento. Limita al norte con la provincia de Alonso de Ibáñez, al este con la provincia de Chayanta y la provincia de Frías, y al sur y al oeste con el departamento de Oruro. La provincia se extiende más de 70 km, respectivamente, de este a oeste y de norte a sur.

## Demografía
De acuerdo con el censo boliviano de 2024, la población de la provincia de Rafael Bustillo es de 88 422 habitantes.
La población de la provincia ha aumentado alrededor de un 15 % en las últimas tres décadas:
| Año  | Habitantes | Fuente |
| ---- | ---------- | ------ |
| 1992 | 77 566     | Censo  |
| 2001 | 76 254     | Censo  |
| 2012 | 86 947     | Censo  |
| 2024 | 88 422     | Censo  |

En la provincia de Rafael Bustillo vivían según las encuestas del censo 2001 76.254 habitantes. La capital provincial es la ciudad de Uncía, la ciudad más grande de la provincia es Llallagua, con alrededor de 25.000 habitantes.
El principal idioma de la provincia es el quechua, hablado por 86%, mientras que el 74% de la población habla español. La población aumentó de 76.254 habitantes (censo de 1992) a 77.566 (censo 2001), un incremento del 1,7%.
46% de la población no tiene acceso a la electricidad, el 78% no tienen instalaciones sanitarias. 41% de la población está empleada en la agricultura, el 11% en la minería, el 11% en la industria, 37% en los servicios generales. 90,5% de la población son católicos, protestantes 6,7%.

## Municipios
La provincia cuenta con cuatro municipios que en parte se subdivide en cantones.
- Uncía
- Chayanta
- Llallagua
- Chuquihuta

## Economía
La provincia es rica en recursos minerales. En la mina Siglo XX se explotan numerosos yacimientos de vauxita.